# Adel Taarabt
Adel Taarabt (in arabo عادل تعرابت‎?; Fès, 24 maggio 1989) è un calciatore marocchino con cittadinanza francese, centrocampista dello Sharjah.

## Biografia
Nato a Fès, in Marocco, è cresciuto in Francia, a Berre-l'Étang, poiché la sua famiglia si era trasferita lì quando lui aveva 9 mesi.

## Caratteristiche tecniche
Di ruolo trequartista, può giocare anche come ala su entrambe le fasce e da centrocampista centrale; è stato spostato in quest'ultimo ruolo durante l'esperienza al Benfica. È un calciatore tecnico e talentuoso, molto abile nel dribbling uno contro uno, grazie anche a un buon repertorio di finte. È dotato anche di un discreto tiro dalla distanza. Nel corso della sua carriera ha spesso avuto un rendimento incostante, oltre che un carattere difficile (che culmina con la sua tendenza nel prendere e perdere peso) che ne ha condizionato le prestazioni oltre che i rapporti con gli allenatori.

## Carriera

### Club

#### Primi anni
Ha cominciato la sua carriera nel Lens nel 2004, giocando nella squadra 2 nel campionato Championnat de France amateur. Nella stagione 2006-2007 ha giocato 15 volte in Ligue 1 con la prima squadra.

#### Tottenham
Il 2 gennaio 2007 ha firmato per un prestito a lungo termine al Tottenham, grazie all'offerta del club di Premier di integrarlo subito in prima squadra e di farlo giocare con una certa continuità. Nel giro di due mesi ha giocato una sola volta con gli Spurs, entrando all'87' del 4-3 casalingo inflitto al West Ham. La sua seconda presenza l'ha collezionata entrando nel secondo tempo della sconfitta per 1-0 contro il Chelsea, giocando come attaccante.
L'8 giugno 2007 ha firmato permanentemente per il Tottenham. La sua prima presenza nella stagione 2007-2008 è arrivata il 18 agosto seguente, quando è entrato al 70' del 4-0 al Derby County.
All'inizio della stagione 2008-2009 l'allenatore Juande Ramos non lo ha inserito nella rosa della prima squadra, cosa che invece ha fatto il successivo allenatore Harry Redknapp.

#### La prima fase al Queens Park Rangers
Il 13 marzo 2009 si è unito in prestito fino alla fine della stagione ai Queens Park Rangers. Ha segnato il suo primo gol al QPR nella vittoria per 2-1 al Bristol City. È poi tornato al Tottenham dopo poco, a causa di un infortunio al ginocchio che richiedeva l'intervento chirurgico.
A metà 2009, poi, Taarabt è tornato al Loftus Road per un prestito stagionale. Il 1º ottobre ha segnato un gol nella partita contro il Preston North End che è stato reputato uno dei più belli di tutta la Championship.
Nell'ottobre 2009 il Tottenham ha confermato che Taarabt sarebbe rimasto al QPR a patto che non si trasferisse a un club di Premier League nella finestra di mercato di gennaio. Il QPR non è stato infatti capace di comprare il giocatore, a causa del prezzo ritenuto troppo elevato (4,5 milioni di sterline).
Nel marzo 2010 ha affermato che firmare per il Tottenham è stato un errore.

#### L'acquisto del Queens Park Rangers

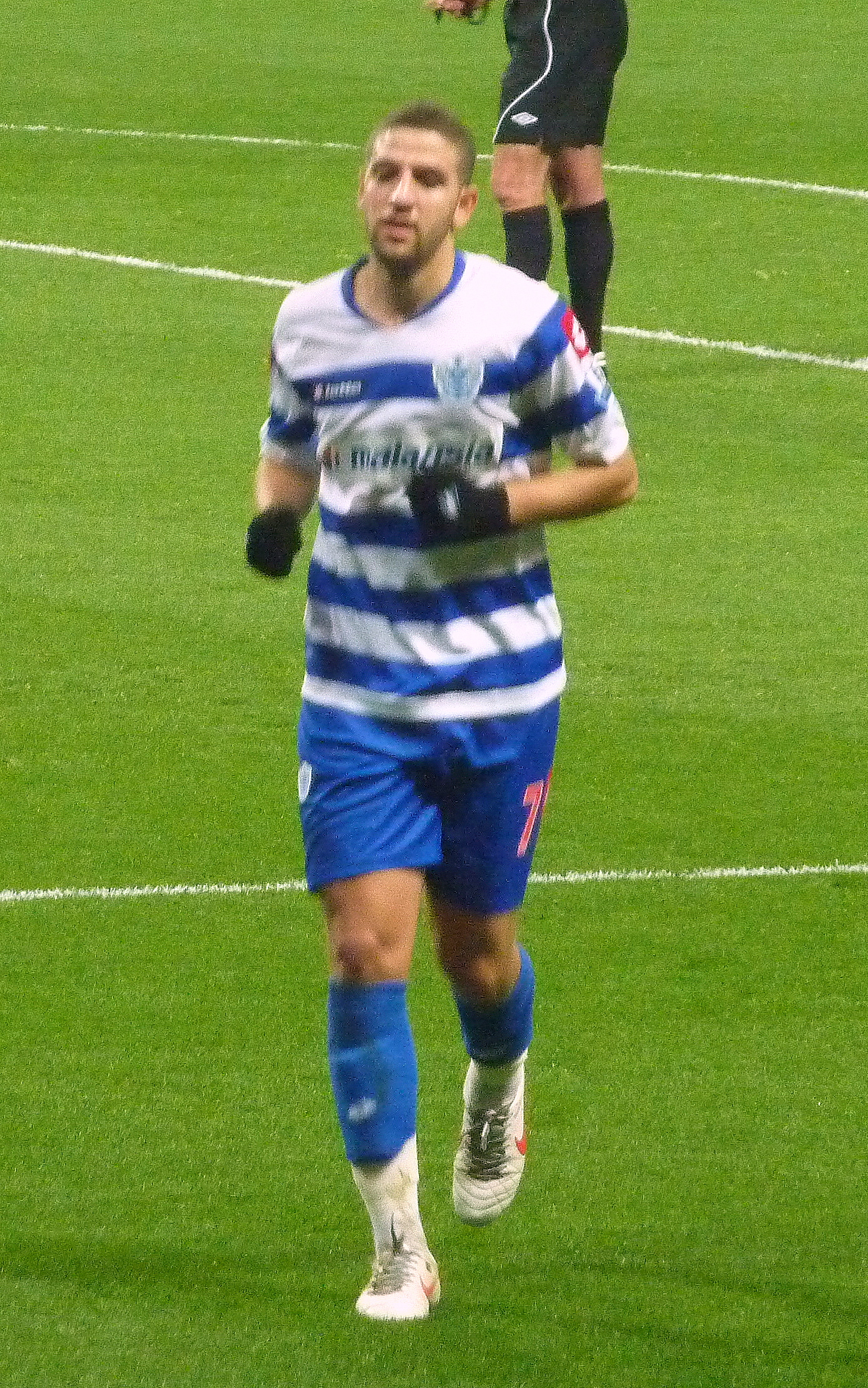
Taarabt con la maglia del QPR nel 2011.

Il 4 agosto 2010 Taarabt ha firmato per il Queens Park Rangers un contratto triennale da 600.000 sterline a salire, fino ad arrivare ad un milione di sterline in base a ciò che la squadra avrebbe fatto nella stagione successiva; il QPR, inoltre, avrebbe dovuto pagare al Tottenham 200.000 sterline se si fosse classificato nelle prime sei posizioni ed altri 200.000 se fosse stato promosso in Premier. La promozione della squadra arriva al termine di una stagione che incorona Taarabt quale Player of the Year (giocatore dell'anno) della Championship: Taarabt ha guidato, come capitano, il QPR alla vittoria del campionato, realizzando 19 gol e fornendo 16 assist, consentendo così alla squadra di Londra di tornare in Premier League dopo quindici anni.
Il 17 settembre 2011 ha toccato quota 100 presenze totali in carriera e il 16 ottobre seguente 100 presenze con il QPR in campionato. Il 31 marzo 2012 ha realizzato la sua prima rete in Premier League nel derby casalingo vinto per 2-1 con l'Arsenal; ne ha messa a segno un'altra nella partita del 21 aprile successivo vinta per 1-0 con il Tottenham, gara in cui è stato anche espulso per doppia ammonizione. Ha terminato la stagione con 28 gare totali giocate, queste 2 reti segnate e 4 assist forniti.

#### Prestiti a Fulham e Milan
Il 7 agosto 2013 è passato in prestito per un anno al Fulham. Ha esordito con la squadra londinese il 17 agosto 2013 nella partita di Premier League vinta per 1-0 in casa del Sunderland, mentre dieci giorni più tardi ha segnato la prima rete contro il Burton Albion in Coppa di Lega. Nei sei mesi trascorsi al Fulham ha disputato 16 partite, realizzando una rete.
Terminato il prestito fa ritorno al QPR, che tuttavia (su indicazione dell'allenatore Harry Redknapp che non voleva una "testa calda" in squadra) lo cede il 31 gennaio 2014 al Milan con la formula del prestito con diritto di riscatto, scegliendo di indossare la maglia numero 23 in campionato e la numero 27 in Champions League. Ha segnato il suo primo gol con la società rossonera l'8 febbraio seguente, nella partita persa per 1-3 contro il Napoli. Ha esordito in Champions League il 19 febbraio, nell'andata degli ottavi di finale tra Milan e Atlético Madrid (0-1). Al termine della stagione il Milan decide di non riscattare il giocatore, che fa quindi ritorno al QPR.

#### Benfica
Il 12 giugno 2015 viene acquistato dal Benfica a parametro zero, con cui firma un contratto di cinque anni. Dalla data di acquisto al gennaio 2017 non ha mai giocato in prima squadra, ottenendo solo 7 presenze e 1 gol con la squadra B del club lusitano nella stagione 2015-2016 per poi rimanere nella prima parte della stagione seguente fuori rosa.

#### Prestito al Genoa e ritorno al Benfica
Il 10 gennaio 2017 viene ceduto in prestito fino al giugno 2018 al Genoa. Esordisce il 29 gennaio nella trasferta contro la Fiorentina realizzando due assist che decidono il 3-3 finale. Chiude la stagione con 6 presenze all'attivo.
Il 15 ottobre sigla il suo primo gol in rossoblu, nella vittoria per 2-3 sul campo del Cagliari. Con il Genoa vive un ottimo inizio di stagione sotto la guida di Ivan Jurić, che tuttavia viene esonerato per gli scarsi risultati ottenuti. Con il suo successore Davide Ballardini trova meno spazio anche per via di alcuni problemi fisici.
Tornato al Benfica al termine della stagione, viene inserito nella squadra B per poi esordire in prima squadra 1387 giorni dopo aver firmato il contratto, precisamente il 30 marzo 2019 durante il match vinto 1-0 contro il Tondela.
Nonostante tutte le vicissitudini vissute in Portogallo, il 15 agosto 2019 ha rinnovato il suo contratto di 3 anni con il Benfica.
Il 2 settembre 2022, dopo sette anni, rescinde consensualmente il contratto con il Benfica rimanendo svincolato.

#### Al Nasr e Sharjah
Il 25 settembre dello stesso anno l'Al Nasr, squadra che gioca nella UAE Pro League, annuncia ufficialmente il suo acquisto. Rimane nella squadra di Dubai per due stagioni e mezzo collezionando fra tutte le competizioni 78 presenze e 34 goal. 
Nel gennaio 2025 pochi giorni dopo aver rescisso il proprio contratto con l'Al Nasr, firma con un'altra squadra della UAE Pro League, lo Sharjah.

### Nazionale
A livello giovanile Taarabt ha giocato per la Francia, prima con l'Under-17 e poi con l'Under-19. In seguito ha scelto di rappresentare il Marocco, dicendo:
L'11 febbraio 2009 Taarabt ha esordito a livello internazionale con il Marocco in un'amichevole a Casablanca contro la Repubblica Ceca. Ha anche giocato il 29 marzo seguente nella vittoria per 2-1 contro il Gabon, in un match valido per le qualificazioni per il Mondiale in Sudafrica. Il primo gol con la maglia della nazionale nordafricana è arrivato il 31 marzo 2009, in un'amichevole vinta per 2-0 contro l'Angola. Il 6 settembre 2009, poi, ha realizzato anche il primo gol in gare non amichevoli, contro il Togo, sempre nelle qualificazioni, seguito dalla seconda rete ufficiale, ancora una volta nel girone di qualificazione, nella sconfitta per 3-1 contro il Gabon.
Il 3 giugno 2011 ha litigato con l'allenatore Eric Gerets e ha lasciato il ritiro della nazionale un giorno prima della partita contro l'Algeria, valida per le qualificazioni alla Coppa d'Africa 2012, vinta poi 4-0 dal Marocco.
È stato convocato dal CT Gerets per la fase finale della Coppa d'Africa 2012, durante la quale ha disputato, sempre partendo dalla panchina, 2 delle 3 partite giocate dalla nazionale marocchina, eliminata nella fase a gironi. Dopo la manifestazione continentale non è stato più considerato dai c.t. avvicendatisi sulla panchina del Marocco (se non in 2 partite giocate tra il 2013 e il 2014), anche per via della sua esperienza al Benfica in con non giocava. Nel mentre aveva pure perso una possibilità di essere convocato nel maggio 2014 in quanto non aveva risposto al telefono al c.t. che lo aveva chiamato per informarlo che sarebbe stato convocato, mentre nel 2016 aveva ricevuto una convocazione ma senza poi venire impiegato.
Visto il suo buon inizio di stagione 2017-2018 al Genoa si era parlato per lui di una possibile convocazione ai Mondiali di Russia 2018, che tuttavia non è arrivata anche per via del calo di rendimento nel girone di ritorno.
Nell'agosto 2019 torna dopo 3 anni tra i convocati della nazionale marocchina. Il 6 settembre 2019 torna dopo 5 anni a disputare una gara con la selezione del Marocco in amichevole contro il Burkina Faso (1-1 il risultato finale) rimpiazzando al 62' Nordin Amrabat. Nella gara successiva (giocata 4 giorni dopo, anche questa amichevole) contro il Niger, ha indossato la fascia di capitano; oltretutto ha fornito a Walid El Karti l'assist per il definitivo 1-0.

## Statistiche

### Presenze e reti nei club
Statistiche aggiornate al 20 novembre 2023.
| Stagione         | Squadra          | Campionato       | Campionato | Campionato | Coppe nazionali | Coppe nazionali | Coppe nazionali | Coppe continentali | Coppe continentali | Coppe continentali | Altre coppe | Altre coppe | Altre coppe | Totale | Totale |
| Stagione         | Squadra          | Comp             | Pres       | Reti       | Comp            | Pres            | Reti            | Comp               | Pres               | Reti               | Comp        | Pres        | Reti        | Pres   | Reti   |
| ---------------- | ---------------- | ---------------- | ---------- | ---------- | --------------- | --------------- | --------------- | ------------------ | ------------------ | ------------------ | ----------- | ----------- | ----------- | ------ | ------ |
| 2006-gen. 2007   | Lens             | L1               | 1          | 0          | CF+CdL          | 0+1             | 0               | -                  | -                  | -                  | -           | -           | -           | 2      | 0      |
| gen.-giu. 2007   | Tottenham        | PL               | 2          | 0          | FACup+CdL       | 0               | 0               | -                  | -                  | -                  | -           | -           | -           | 2      | 0      |
| 2007-2008        | Tottenham        | PL               | 6          | 0          | FACup+CdL       | 1+0             | 0               | CU                 | 3                  | 0                  | -           | -           | -           | 10     | 0      |
| 2008-gen. 2009   | Tottenham        | PL               | 1          | 0          | FACup+CdL       | 1+1             | 0               | CU                 | 0                  | 0                  | -           | -           | -           | 3      | 0      |
| Totale Tottenham | Totale Tottenham | Totale Tottenham | 9          | 0          |                 | 3               | 0               |                    | 3                  | 0                  |             | -           | -           | 15     | 0      |
| gen.-giu. 2009   | QPR              | FLC              | 7          | 1          | FACup+CdL       | 0               | 0               | -                  | -                  | -                  | -           | -           | -           | 7      | 1      |
| 2009-2010        | QPR              | FLC              | 41         | 7          | FACup+CdL       | 1+2             | 0               | -                  | -                  | -                  | -           | -           | -           | 44     | 7      |
| 2010-2011        | QPR              | FLC              | 44         | 19         | FACup+CdL       | 0               | 0               | -                  | -                  | -                  | -           | -           | -           | 44     | 19     |
| 2011-2012        | QPR              | PL               | 27         | 2          | FACup+CdL       | 0+1             | 0               | -                  | -                  | -                  | -           | -           | -           | 28     | 2      |
| 2012-2013        | QPR              | PL               | 31         | 5          | FACup+CdL       | 2+0             | 0               | -                  | -                  | -                  | -           | -           | -           | 33     | 5      |
| 2013-gen. 2014   | Fulham           | PL               | 14         | 0          | FACup+CdL       | 1+3             | 0+1             | -                  | -                  | -                  | -           | -           | -           | 18     | 1      |
| gen.-giu. 2014   | Milan            | A                | 14         | 4          | CI              | -               | -               | UCL                | 2                  | 0                  | -           | -           | -           | 16     | 4      |
| 2014-2015        | QPR              | PL               | 7          | 0          | FACup+CdL       | 1+0             | 0               | -                  | -                  | -                  | -           | -           | -           | 8      | 0      |
| Totale QPR       | Totale QPR       | Totale QPR       | 158        | 34         |                 | 7               | 0               |                    | -                  | -                  |             | -           | -           | 165    | 34     |
| 2015-2016        | Benfica          | PL               | 0          | 0          | CP+CdL          | 0               | 0               | UCL                | 0                  | 0                  | -           | -           | -           | 0      | 0      |
| 2016-gen. 2017   | Benfica          | PL               | -          | -          | CP+CdL          | 0               | 0               | UCL                | 0                  | 0                  | -           | -           | -           | 0      | 0      |
| gen.-giu.2017    | Genoa            | A                | 6          | 0          | CI              | 0               | 0               | -                  | -                  | -                  | -           | -           | -           | 6      | 0      |
| 2017-2018        | Genoa            | A                | 22         | 2          | CI              | 1               | 0               | -                  | -                  | -                  | -           | -           | -           | 23     | 2      |
| Totale Genoa     | Totale Genoa     | Totale Genoa     | 28         | 2          |                 | 1               | 0               |                    | -                  | -                  |             | -           | -           | 29     | 2      |
| 2018-gen. 2019   | Benfica B        | SL               | 3          | 0          | -               | -               | -               | -                  | -                  | -                  | -           | -           | -           | 3      | 0      |
| Totale Benfica B | Totale Benfica B | Totale Benfica B | 10         | 1          |                 | 0               | 0               |                    | -                  | -                  |             | -           | -           | 10     | 1      |
| gen.-giu. 2019   | Benfica          | PL               | 6          | 0          | CP+CdL          | 1+0             | 0               | UEL                | -                  | -                  | -           | -           | -           | 7      | 0      |
| 2019-2020        | Benfica          | PL               | 24         | 1          | CP+CdL          | 5+2             | 0               | UCL+UEL            | 4+2                | 0+0                | SP          | 1           | 0           | 38     | 1      |
| 2020-2021        | Benfica          | PL               | 15         | 0          | CP+CdL          | 4+2             | 0+0             | UCL+UEL            | 1+6                | 0+0                | SP          | 1           | 0           | 29     | 0      |
| Totale Benfica   | Totale Benfica   | Totale Benfica   | 45         | 1          |                 | 13              | 0               |                    | 13                 | 0                  |             | 2           | 0           | 74     | 1      |
| 2022-2023        | Al-Nasr          | PL               | 22         | 6          | CP+CdL          | 2+6             | 1+4             | -                  | -                  | -                  | -           | -           | -           | 30     | 11     |
| 2023-2024        | Al-Nasr          | PL               | 21         | 8          | CP+CdL          | 4+3             | 4+0             | -                  | -                  | -                  | -           | -           | -           | 28     | 12     |
| 2024-gen. 2025   | Al-Nasr          | PL               | 11         | 7          | CP+CdL          | 1+4             | 0+1             | -                  | -                  | -                  | GCC         | 3           | 3           | 19     | 11     |
| Totale Al-Nasr   | Totale Al-Nasr   | Totale Al-Nasr   | 55         | 21         |                 | 20              | 10              |                    | -                  | -                  |             | 3           | 3           | 78     | 34     |
| gen.-giu. 2025   | Sharjah          | PL               | 0          | 0          | CP+CdL          | 0+0             | 0+0             | ACL2               | 0                  | 0                  | -           | -           | -           | 0      | 0      |
| Totale carriera  | Totale carriera  | Totale carriera  | 364        | 65         |                 | 57              | 10              |                    | 18                 | 0                  |             | 5           | 3           | 444    | 78     |

### Cronologia presenze e reti in nazionale
| Cronologia completa delle presenze e delle reti in nazionale ― Marocco | Cronologia completa delle presenze e delle reti in nazionale ― Marocco | Cronologia completa delle presenze e delle reti in nazionale ― Marocco | Cronologia completa delle presenze e delle reti in nazionale ― Marocco | Cronologia completa delle presenze e delle reti in nazionale ― Marocco | Cronologia completa delle presenze e delle reti in nazionale ― Marocco | Cronologia completa delle presenze e delle reti in nazionale ― Marocco | Cronologia completa delle presenze e delle reti in nazionale ― Marocco |
| Data                                                                   | Città                                                                  | In casa                                                                | Risultato                                                              | Ospiti                                                                 | Competizione                                                           | Reti                                                                   | Note                                                                   |
| ---------------------------------------------------------------------- | ---------------------------------------------------------------------- | ---------------------------------------------------------------------- | ---------------------------------------------------------------------- | ---------------------------------------------------------------------- | ---------------------------------------------------------------------- | ---------------------------------------------------------------------- | ---------------------------------------------------------------------- |
| 11-2-2009                                                              | Casablanca                                                             | Marocco                                                                | 0 – 0                                                                  | Rep. Ceca                                                              | Amichevole                                                             | -                                                                      |                                                                        |
| 28-3-2009                                                              | Casablanca                                                             | Marocco                                                                | 1 – 2                                                                  | Gabon                                                                  | Qual. Mondiali 2010                                                    | -                                                                      |                                                                        |
| 31-3-2009                                                              | Lisbona                                                                | Angola                                                                 | 0 – 2                                                                  | Marocco                                                                | Amichevole                                                             | 1                                                                      |                                                                        |
| 12-8-2009                                                              | Rabat                                                                  | Marocco                                                                | 1 – 1                                                                  | Rep. del Congo                                                         | Amichevole                                                             | -                                                                      |                                                                        |
| 6-9-2009                                                               | Lomé                                                                   | Togo                                                                   | 1 – 1                                                                  | Marocco                                                                | Qual. Mondiali 2010                                                    | 1                                                                      |                                                                        |
| 10-10-2009                                                             | Libreville                                                             | Gabon                                                                  | 3 – 1                                                                  | Marocco                                                                | Qual. Mondiali 2010                                                    | 1                                                                      |                                                                        |
| 14-11-2009                                                             | Fes                                                                    | Marocco                                                                | 0 – 2                                                                  | Camerun                                                                | Qual. Mondiali 2010                                                    | -                                                                      |                                                                        |
| 11-8-2010                                                              | Rabat                                                                  | Marocco                                                                | 0 – 0                                                                  | Guinea Equatoriale                                                     | Amichevole                                                             | -                                                                      |                                                                        |
| 9-2-2011                                                               | Marrakech                                                              | Marocco                                                                | 3 – 0                                                                  | Niger                                                                  | Amichevole                                                             | -                                                                      |                                                                        |
| 27-3-2011                                                              | Annaba                                                                 | Algeria                                                                | 1 – 0                                                                  | Marocco                                                                | Qual. Coppa d'Africa 2012                                              | -                                                                      |                                                                        |
| 9-10-2011                                                              | Marrakech                                                              | Marocco                                                                | 3 – 1                                                                  | Tanzania                                                               | Qual. Coppa d'Africa 2012                                              | 1                                                                      |                                                                        |
| 11-11-2011                                                             | Marrakech                                                              | Marocco                                                                | 0 – 1                                                                  | Uganda                                                                 | Amichevole                                                             | -                                                                      |                                                                        |
| 13-11-2011                                                             | Marrakech                                                              | Marocco                                                                | 1 – 1                                                                  | Camerun                                                                | Amichevole                                                             | -                                                                      |                                                                        |
| 23-1-2012                                                              | Libreville                                                             | Marocco                                                                | 1 – 2                                                                  | Tunisia                                                                | Coppa d'Africa 2012 - 1º turno                                         | -                                                                      |                                                                        |
| 27-1-2012                                                              | Libreville                                                             | Gabon                                                                  | 3 – 2                                                                  | Marocco                                                                | Coppa d'Africa 2012 - 1º turno                                         | -                                                                      |                                                                        |
| 9-9-2012                                                               | Maputo                                                                 | Mozambico                                                              | 2 – 0                                                                  | Marocco                                                                | Qual. Coppa d'Africa 2013                                              | -                                                                      |                                                                        |
| 11-10-2013                                                             | Agadir                                                                 | Marocco                                                                | 1 – 1                                                                  | Sudafrica                                                              | Amichevole                                                             | -                                                                      |                                                                        |
| 5-3-2014                                                               | Marrakech                                                              | Marocco                                                                | 1 – 1                                                                  | Gabon                                                                  | Amichevole                                                             | -                                                                      |                                                                        |
| 6-9-2019                                                               | Marrakech                                                              | Marocco                                                                | 1 – 1                                                                  | Burkina Faso                                                           | Amichevole                                                             | -                                                                      | 62’                                                                    |
| 10-9-2019                                                              | Marrakech                                                              | Marocco                                                                | 1 – 0                                                                  | Niger                                                                  | Amichevole                                                             | -                                                                      | cap. 76’                                                               |
| 11-10-2019                                                             | Oujda                                                                  | Marocco                                                                | 1 – 1                                                                  | Libia                                                                  | Amichevole                                                             | -                                                                      | 60’                                                                    |
| 15-10-2019                                                             | Tangeri                                                                | Marocco                                                                | 2 – 3                                                                  | Gabon                                                                  | Amichevole                                                             | -                                                                      |                                                                        |
| 15-11-2019                                                             | Rabat                                                                  | Marocco                                                                | 0 – 0                                                                  | Mauritania                                                             | Qual. Coppa d'Africa 2021                                              | -                                                                      | 38’ 62’                                                                |
| 12-11-2020                                                             | Casablanca                                                             | Marocco                                                                | 4 – 1                                                                  | Rep. Centrafricana                                                     | Qual. Coppa d'Africa 2021                                              | -                                                                      | 84’                                                                    |
| 17-11-2020                                                             | Douala                                                                 | Rep. Centrafricana                                                     | 0 – 2                                                                  | Marocco                                                                | Qual. Coppa d'Africa 2021                                              | -                                                                      | 78’                                                                    |
| 30-3-2021                                                              | Rabat                                                                  | Marocco                                                                | 1 – 0                                                                  | Burundi                                                                | Qual. Coppa d'Africa 2021                                              | -                                                                      |                                                                        |
| 8-6-2021                                                               | Rabat                                                                  | Marocco                                                                | 1 – 0                                                                  | Ghana                                                                  | Amichevole                                                             | -                                                                      | 76’                                                                    |
| 12-6-2021                                                              | Rabat                                                                  | Marocco                                                                | 1 – 0                                                                  | Burkina Faso                                                           | Amichevole                                                             | -                                                                      |                                                                        |
| 2-9-2021                                                               | Rabat                                                                  | Marocco                                                                | 2 – 0                                                                  | Sudan                                                                  | Qual. Mondiali 2022                                                    | -                                                                      | 70’                                                                    |
| 2-6-2022                                                               | Cincinnati                                                             | Stati Uniti                                                            | 3 – 0                                                                  | Marocco                                                                | Amichevole                                                             | -                                                                      | 65’                                                                    |
| Totale                                                                 |                                                                        | Presenze                                                               | 30                                                                     |                                                                        | Reti                                                                   | 4                                                                      |                                                                        |

## Palmarès

### Club

#### Competizioni nazionali
- Coppa di Lega inglese: 1

Tottenham Hotspur: 2007-2008
- Football League Championship: 1

QPR: 2010-2011
- Campionato portoghese: 1

Benfica: 2018-2019
- Supercoppa di Portogallo: 1

Benfica: 2019

#### Competizioni internazionali
- AFC Champions League Two: 1

Sharjah: 2024-2025

### Individuale
- EFL Awards: 1

2011